# 斫𥕢乡
斫𥕢乡，又作斫曹乡，是中华人民共和国湖南省邵陽市邵东市下辖的一个乡镇级行政单位。

## 词源学
清朝道光年间的《宝庆府志》就录有“斫𥕢”地名。《湖南古今地名辞典》称这里“石多土少，水源甚缺”。《中国地名大词典》记录：“邵东县辖乡。在县境北部。面积50.2平方千米，人口2.72万。下辖29个村。1951年设斫𥕢乡.相传境内曾荆棘丛生，先民从两山中间槽坑斫路开发，故名‘斫𥕢’。”

## 行政区划
斫𥕢乡下辖以下地区：
上斫村、石坪村、新铺村、姚家村、罗富村、十字村、新奎村、砂坪村、檀树村、梓山村、马鞍塘村、黄泥坳村、岩泉村、木口坝村、和塘坪村、堤塘村、万福村、胡田塘村、崇山村、欧坪村、李家村、野鸡坪村、唐家岭村、龙潭村、长流村、蔡大坪村、栽棠村、袁家村和梧桐村。